# Clayton (Louisiana)
Clayton is een plaats (town) in de Amerikaanse staat Louisiana, en valt bestuurlijk gezien onder Concordia Parish.

## Demografie
Bij de volkstelling in 2000 werd het aantal inwoners vastgesteld op 858. In 2006 is het aantal inwoners door het United States Census Bureau geschat op 799, een daling van 59 (-6,9%).

## Geografie
Volgens het United States Census Bureau beslaat de plaats een oppervlakte van 4,2 km², waarvan 4,1 km² land en 0,1 km² water.

## Plaatsen in de nabije omgeving
De onderstaande figuur toont nabijgelegen plaatsen in een straal van 20 km rond Clayton.